# Tonnistil
Tonnistil is een voormalig waterschap en een elektrisch gemaal in de provincie Groningen.
Het waterschap lag ten oosten van Wagenborgen en besloeg het gebied tussen het Hondshalstermeer (zuidoost) en de Zomerdijk (noordwest). De grenzen waren: de Familie Bronsweg, de Kloosterlaan, de Zomerdijk, het Hondshalstermaar, de gemeentegrens Delfzijl-Oldambt, De Hoogte, de G. Boelmanweg en de Hoofdstraat. De molen sloeg uit op het Hondshalstermaar en stond in Kopaf. Na het graven van het Verbindingskanaal naar het Termunterzijldiep kort na 1885 kwam de uitwatering via het Hondshalstermaar te vervallen. In 1950 werd ook het gebied van de Zomerdijkstermolenpolder hierbij gevoegd.  
In 1985 kreeg het gebied een nieuw gemaal Tonnistil op de plek van de oude poldermolen bij De Klieve. 
De molen was een kleine bovenkruier uit 1792, die na brand in 1867 werd herbouwd. Hij werd als een van de laatste poldermolens in deze omgeving in 1960 afgebroken. 
Het waterschap is genoemd naar de houten brug  de Tonnistil, eerst genoemd als Tunnis tijlle (1686), ook wel Tonnistiltje (1832), een til die vlak bij de molen over het Hondshalstermaar lag. 
Waterstaatkundig gezien ligt het gebied sinds 2000 binnen dat van het waterschap Hunze en Aa's.